# Tivoli (Gotha)

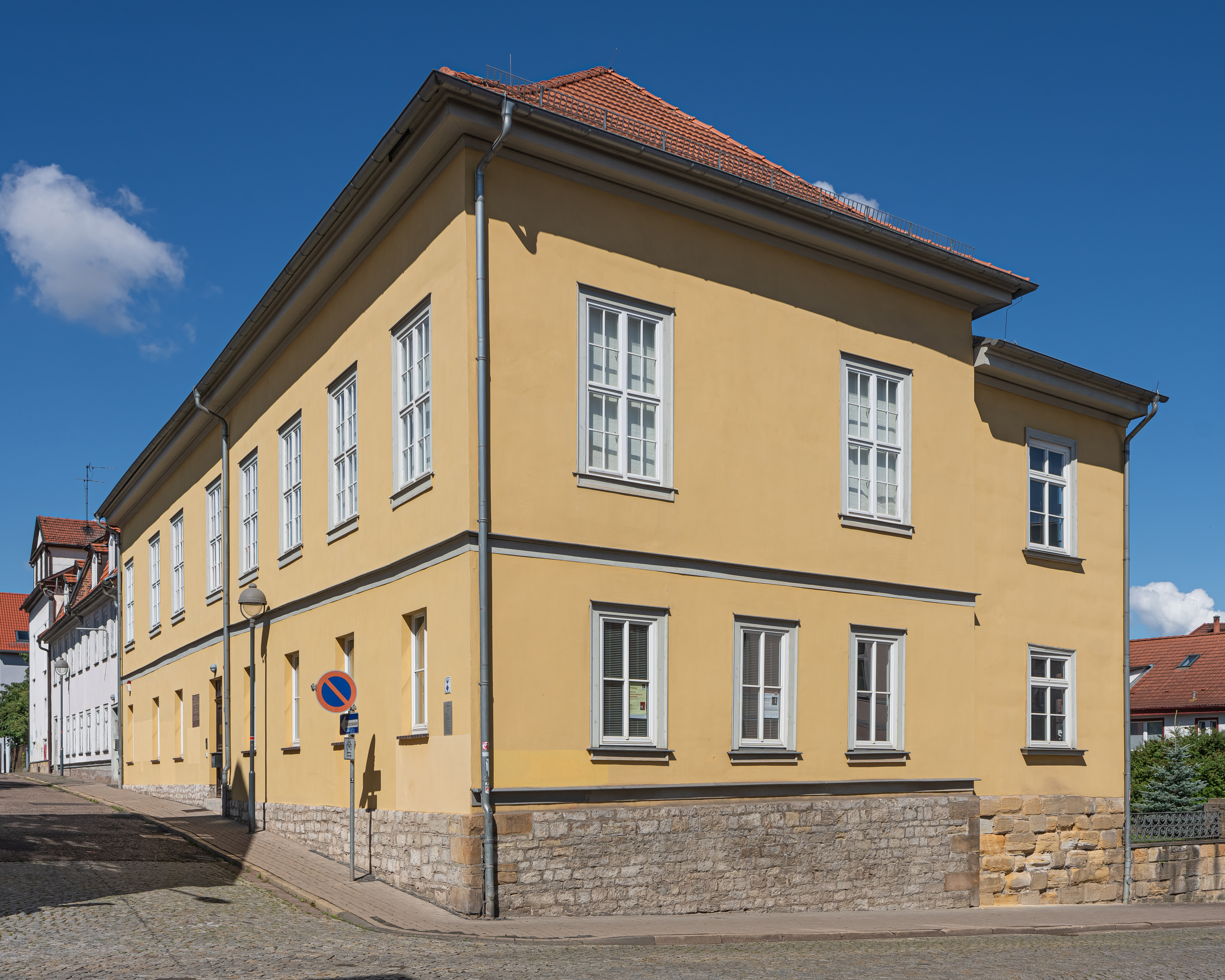
Das Tivoli in Gotha

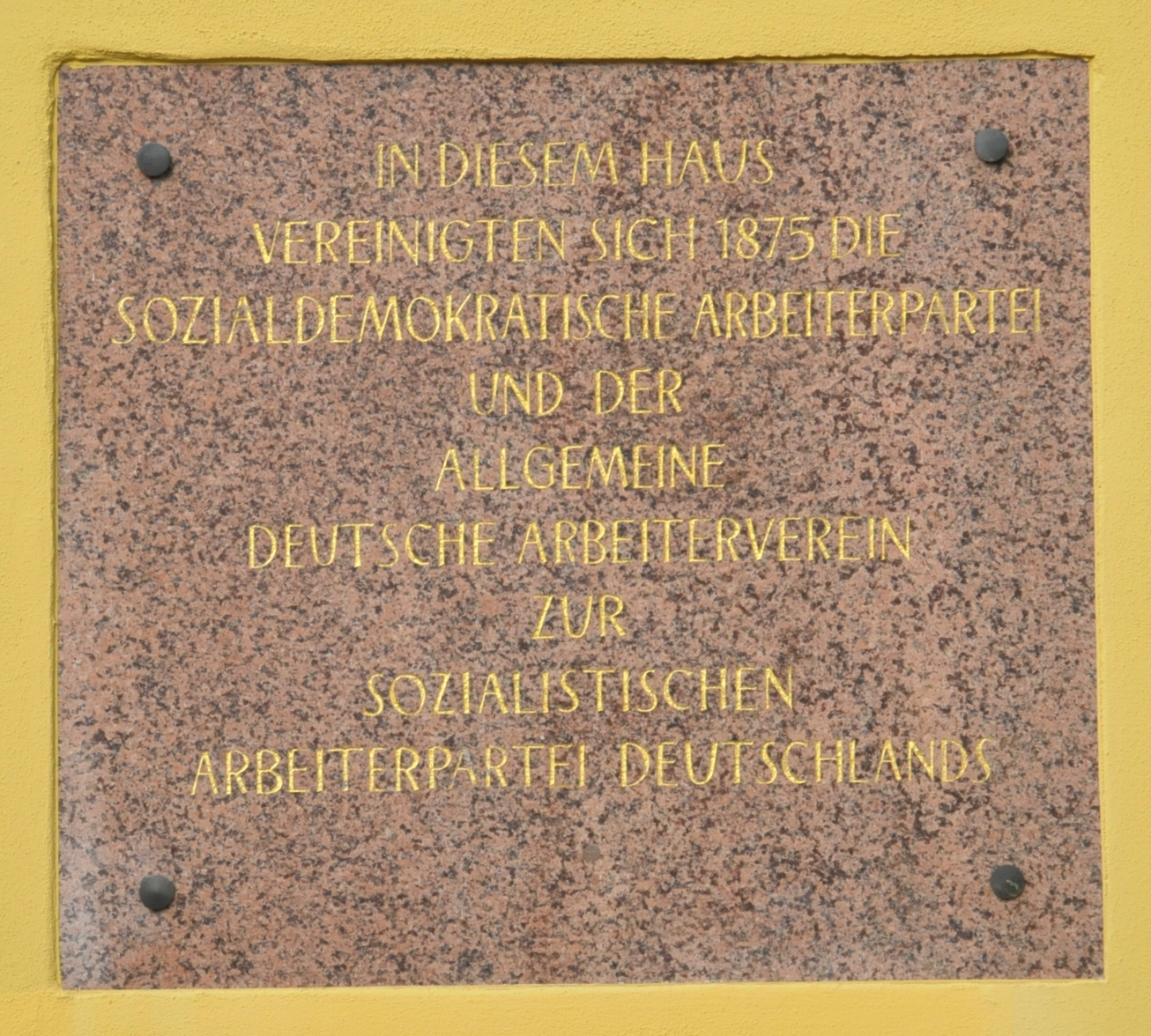
Gedenktafel am Tivoli

Das Tivoli ist eine ehemalige Gaststätte im thüringischen Gotha. Es ist das Gründungshaus der Sozialistischen Arbeiterpartei Deutschland (SAP), des unmittelbaren Vorgängers der SPD. Das Jahr 1875 wird als das eigentliche Konstituierungsdatum genannt, als am Ende des Vereinigungsparteitages vom 22. bis 27. Mai in Gotha sich der Allgemeine Deutsche Arbeiterverein (ADAV) und die Sozialdemokratische Arbeiterpartei (SDAP) zur Sozialistischen Arbeiterpartei Deutschlands (SAP) zusammenschlossen.

## Geschichte des Gebäudes
In der damaligen Sundhäuser Allee wurde 1830 das Gebäude als Gasthaus mit Ausschank, Gasträumen und Saal mit Empore erbaut. Es war zunächst das „Kautz’sche Wirtschaftslocal“. Ab 1848 wurde der „Kaltwasser'sche Saal“ von Ottilie Kaltwasser als Restaurant betrieben. Das Haus bekam seinen Namen „Tivoli“ im Jahr 1885. Da sich gegenüber die „Tivoli-Brauerei Gotha“ befand, erhielt nach Überlieferungen das Gebäude dadurch seinen Namen. Anfang des 20. Jahrhunderts wurde die Stadt Gotha neuer Eigentümer. In den Jahren 1909 bis 1918 war hier die Gaststätte der vorgenannten Brauerei. Bis zum Zweiten Weltkrieg befand sich im Gebäude ein Kindergarten. Der Saal wurde für verschiedene Stadtversammlungen der Stadt Gotha genutzt. Im Jahr 1953 wurde das Gebäude durch seine historische Geschichte zur „Arbeitergedenkstätte Tivoli“ umbenannt und bis zur Wende als Gedenkstätte genutzt. In den weiteren Jahren wurden dringende Sanierungsarbeiten durchgeführt und der „Kaltwassersche Saal“ fast in den Originalzustand zurückversetzt.

## Der Gothaer Wilhelm Bock
Wilhelm Bock (1846–1931) war Delegierter der Gothaer Ortsgruppe des ADAV und nahm im August 1869 am Eisenacher Parteitag teil. Große Verdienste erlangte er durch die Vorbereitung des Gothaer Vereinigungsparteitages 1875 im „Tivoli“. Wie aus Überlieferungen bekannt ist, wäre es ohne ihn nicht dazu gekommen. Weiterhin wurde von ihm das „Gothaische Volksblatt“ gegründet. Zu seinen Ehren ist seit 1946 eine Gothaer Straße nach ihm benannt.

## Die Gründung der SAP im Tivoli

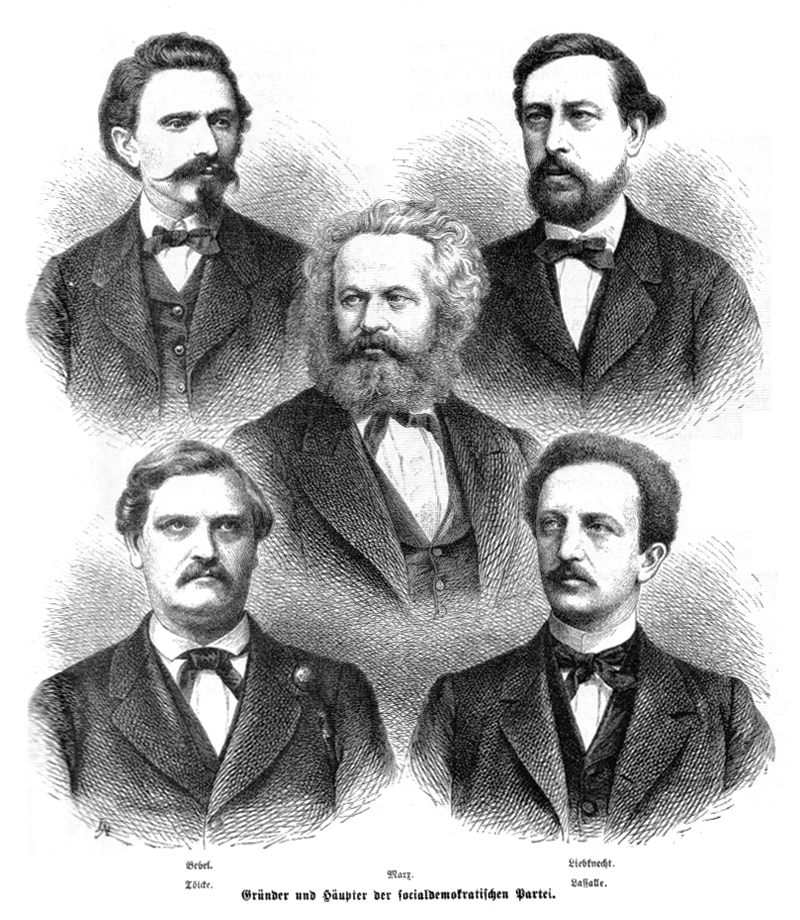
Köpfe der frühen deutschen Arbeiterbewegung (August Bebel, Wilhelm Liebknecht – obere Reihe, Karl Marx – Mitte, Carl Wilhelm Tölcke, Ferdinand Lassalle – untere Reihe)

Im Jahr 1873 näherten sich die Sozialdemokratische Arbeiterpartei und der Allgemeine Deutsche Arbeiterverein allmählich an. Es wurden Wege zur Einigung gesucht und gefunden. Das hatte mehrere Gründe – wie zum Beispiel die Reichsgründung, Bismarcks Herrschaft und nicht zuletzt die beginnende Wirtschaftskrise in Deutschland. Eine Vorkonferenz fand am 14. und 15. Februar 1875 statt. Dabei wurde der Programmentwurf erarbeitet. Nachdem August Bebel diesen Entwurf gelesen hatte, verfasste er einen Gegenentwurf. Dieser wurde allerdings mehrheitlich von der SDAP abgelehnt. Auch Karl Marx übte am Entwurf Kritik. In einem Brief an Wilhelm Bracke schrieb er die Randglossen zum Programm der deutschen Arbeiterpartei. Diese „Randglossen“ als theoretische Schrift erlangten als Kritik des Gothaer Programms historische Bedeutung. Das Programm wurde am 25. Mai 1875 einstimmig im „Gothaer Vereinigungs-Congreß“ angenommen. Damit war die Sozialistische Arbeiterpartei (SAP) gegründet.
Mit 129 Delegierten, die ungefähr 25.000 Mitglieder vertraten, war das Ereignis im Gothaer Tivoli der Ursprung der Sozialdemokratischen Partei in Deutschland. Bei der Reichstagswahl 1877 konnte eine halbe Million Wähler gewonnen werden. Das Gothaer Programm forderte einen „freien Staat“ und eine „sozialistische Gesellschaft“.

## Gedenkstätte Gothaer Parteitag 1875
Ab dem Jahr 1953 wurde das Haus als Gedenkstätte genutzt. Die darin eingerichtete Ausstellung konzentrierte sich neben der Darstellung des Vereinigungsparteitags auf die Anwendung der Grundgedanken der Kritik am Gothaer Programm von Karl Marx und Friedrich Engels in der Arbeiterbewegung, wobei dabei besonders auf die Geschichte der KPD im Sinne der SED eingegangen wurde. Sie war damit ein wichtiger Bestandteil der Geschichtsrezeption der DDR.

## Wiedergründung der SPD Thüringen im Tivoli
Nach 115 Jahren wurde im Tivoli Gotha erneut sozialdemokratische Geschichte geschrieben. Hier wurde am 27. Januar 1990 der erste Landesverband der SPD in der damaligen DDR gegründet. Als Ehrengäste waren Willy Brandt und Egon Bahr vertreten. Zitat aus der Rede von Willy Brandt: „Liebe Freunde, ich bedanke mich für die Einladung. Ich bringe herzliche Grüße der weit über Europa hinausreichenden Gemeinschaft von Sozialdemokraten in vielen Teilen der Welt. Ich verbinde damit meine guten Wünsche für die Sozialdemokraten in diesem deutschen Herzland Thüringen.“

## Förderverein Gothaer Tivoli e. V.
Der Verein mit zurzeit 39 Mitgliedern wurde im Jahr 1992 in Gotha gegründet. Das Ziel des Vereins ist unter anderem, das historische Gebäude zu erhalten und es geschichtlich Interessierten aus Deutschland und der Welt zugänglich zu halten.